# Maâfa
Maafa là một thị trấn thuộc tỉnh Batna, Algérie. Dân số thời điểm năm 2002 là 2.78 người.